# Nòdul d'Osler
Els nòduls d'Osler són lesions doloroses, vermelles i elevades que es troben a les mans i als peus. Estan associats a una sèrie de condicions, inclosa l'endocarditis infecciosa, i són causades per la deposició de complexos immunitaris. La seva presència és una definició del signe d'Osler.